# Okręg wyborczy Forfarshire
Okręg wyborczy Forfarshire powstał w 1708 r. i wysyłał do brytyjskiej Izby Gmin jednego deputowanego. Okręg obejmował hrabstwo Forfar, bez miast Dundee, Montrose, Arbroath, Brechin i Forfar. Okręg został zlikwidowany w 1950 r.

## Deputowani do brytyjskiej Izby Gmin z okręgu Forfar
- 1708–1716: John Carnegie
- 1716–1733: James Scott
- 1733–1734: Robert Scott
- 1734–1735: Thomas Lyon
- 1735–1782: William Maule, 1. hrabia Panmure
- 1782–1790: Archibald Stewart-Douglas, torysi
- 1790–1796: David Scott
- 1796–1796: William Maule
- 1796–1805: David Carnegie
- 1805–1831: William Maule
- 1831–1832: Donald Ogilvy May
- 1832–1841: lord Douglas Hallyburton
- 1841–1852: lord John Gordon-Hallyburton
- 1852–1854: Lauderdale Maule
- 1854–1860: Adam Duncan, wicehrabia Duncan
- 1860–1872: Charles Carnegie
- 1872–1892: James William Barclay
- 1892–1894: John Rigby, Partia Liberalna
- 1894–1895: Charles Maule Ramsay
- 1895–1897: James Martin White
- 1897–1909: John Sinclair, Partia Liberalna
- 1909–1918: James Falconer
- 1918–1922: William Thomas Shaw
- 1922–1924: James Falconer
- 1924–1931: Harry Hope
- 1931–1945: William Thomas Shaw
- 1945–1950: Simon Ramsay, Partia Konserwatywna